# Néppárt a Szabadságért és Demokráciáért
A Néppárt a Szabadságért és Demokráciáért vagy Szabad Demokrata Néppárt(hollandul: Volkspartij voor Vrijheid en Democratie, VVD) hollandiai konzervatív liberális politikai párt. A párt megalakulása óta megszakításokkal 43 éve tagja a különböző kormánykoalícióknak, gyakori koalíciós partnerük a kereszténydemokratáknak és a 66-os demokratáknak.

## Története

### 1948-1971

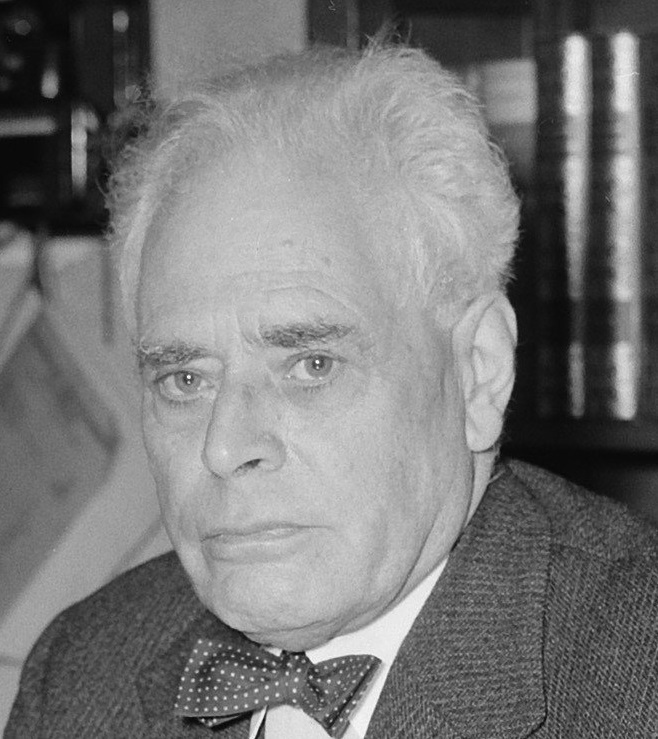
Pieter Oud, a párt alapítója, és vezetője 1948-1963 között

1948-ban megalakul a párt Pieter Oud liberális politikus, jogász vezetésével, a párt magát az 1921-1948 között létező Liberális Állami Párt ideológiai örökösének vallja magát. 1948-1951 között Willem Drees első kormányának volt tagja a párt, a külügyi tárcát kapták meg. 
A párt először az 1948-as választáson ötödik lett, és kormánytag lett, az 1952-es választáson az ötödik, az 1956-os választáson a negyedik és az előrehozott 1959-es választáson már a harmadik legerősebb párttá válik. Ekkor lett a párt tagja Jan de Quay (KVP) kormányának, a második legnagyobb koalíciós partnerként a belügyi, honvédelmi és közlekedési miniszteri tárcát kapta meg.

### 1971-1994
1971 és 1982 között Hans Wiegel vezetésével a párt új politikai irányvonalat vett fel: a jóléti állam reformja mellett adócsökkentést tűzte ki céljául, még az ekkori kormánykoalícióban levő Holland Munkáspárttal és a szakszervezetekkel is akadt konfliktusa. A párt szavazó bázisa a munkásosztály és a középosztály soraiból került ki. Ennek oka, hogy a párt szakított a Hollandiában hagyományos pillarizáción alapuló politikán és magához csábított számos baloldali szavazót. Ebben az időszakban a Holland Közszolgálati Média, a TROS és a Veronica ennek a pártnak kedvezett.
Az 1981-es választásokon a párt két mandátumot vesztett és ellenzékbe került, ám az 1982-es választáson a párt új elnökével Ed Nijpelsszel 10 mandátumot szerzett a párt. Hans Wiegel otthagyta a parlamentet és Beatrix királynő kinevezte Wiegelt Frízföld Királynői megbízottjának.  1982-ben ismét kormánypárt lett a Ruud Lubbers vezette kereszténydemokrata-liberális koalícióban.  Az 1986-os választáson 9 mandátumot vesztett a párt, ennek ellenére megmaradt a kormánytöbbség. A veszteségért Nijpelst hibáztatták, majd helyébe 1986-ban Joris Voorhoevet szavazták meg pártelnöknek. Az 1989-es választáson azonban a párt újabb 5 mandátumot vesztett és ellenzékbe került. 1990-ben Voorhoevet leváltották és helyébe a karizmatikus megjelenésű Frits Bolkestein történész, író és 1988-1989 közti honvédelmi miniszter került.

### 1994-2002
Frits Bolkestein listavezetésével a párt az 1994-es választás egyik nagy nyertese lett. Tagja lett a Wim Kok vezette munkáspárti és 66-os demokratákból álló két kormánykoalíciónak, hosszú idő után ezekben a kormánykoalíciókban nincsenek a kereszténydemokraták jelen. A kormány alatt Bolkestein egyfajta "kormánykoalíción belüli ellenzéki" politikát folytatott, amivel a párt az 1998-as választáson ismét növelte mandátumai számát: 38 mandátummal a párt a második legnagyobb frakció lett a Képviselőházban. Továbbra is a Wim Kok vezette kormánykoalíciót támogatta a kormány.
1999-ben Bolkestein az Európai Bizottság belső piacokért felelős biztos szóvivője lett, helyébe a szociálliberális szellemiségű Hans Dijkstal került.

### 2002-2010

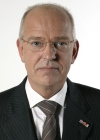
Gerrit Zalm, a párt elnöke 2002-2004 között

A 2002-es holland választások egyik fő vesztese lett a párt: elvesztett 14 mandátumot, de ennek ellenére tagja lett a Jan Peter Balkenende vezette kereszténydemokrata, Pim Fortuyn Listája pártokból összeálló koalíciónak. Dijkstal lemondott és a helyébe Gerrit Zalm került. Zalm lett a párt frakcióvezetője a Képviselőházban. A kormánykoalíció azonban rövidesen megbukott, és 2003-ban előrehozott választást tartottak. Ezen a választáson 4 mandátummal növelte helyét a párt Zarm listavezetésével.
A párt tagja lett az új kormánykoalíciónak amiben Zarm pénzügyminiszter és Jan Peter Balkenende miniszterelnök-helyettese lett. A párt számos a Pim Fortuyn Listája által sürgetett bevándorlással és integrációval kapcsolatos intézkedéseket volt kénytelen meghozni. 2004. szeptember 2-án kilépett a pártból Geert Wilders, aki komoly vitába keveredett Jozias van Aarsten parlamenti frakcióvezetővel.

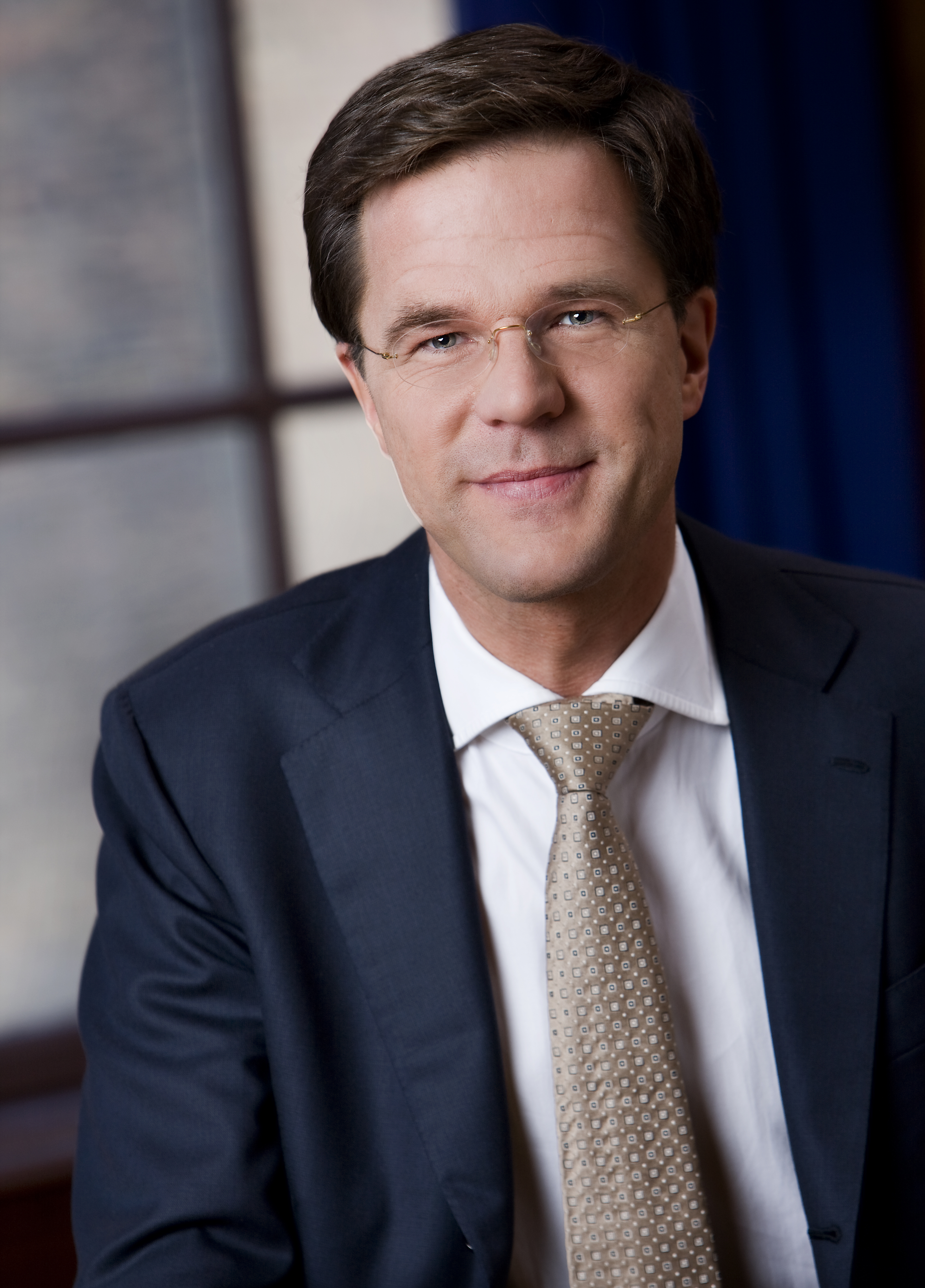
Mark Rutte, a párt elnöke 2006-2023 között, 2010 és 2024 között Hollandia miniszterelnöke

A 2006-os holland helyhatósági választáson a párt a negyedik helyre esett vissza.

## Ideológia
A párt ideológiája a liberális eszmén alapul. A holland politikában ez a párt legfőbb támogatója a szabad piacnak. Emellett elkötelezett hívei a gazdasági liberalizmusnak, klasszikus liberalizmusnak és a kulturális liberalizmusnak. Ugyanakkor a liberális voltuk ellenére a jóléti államban hisznek.
A párt 1971 óta populista, konzervatív liberális gyűjtőpártként működik , aminek van liberális és konzervatív szárnya. A 2006-os pártelnök választáson a liberális szárny képviselőjét Mark Rutte-t választották meg.
Egy tanulmány szerint a párt 2006-tól kezdve határozottan jobboldali irányzatúvá vált. Annyira, hogy az addig jobboldali tömegpártként funkcionáló Kereszténydemokrata Tömörülés szavazói a 2012-es választáson tömegesen szavaztak át a VVD pártra és a párttól jobbra nem volt más parlamenti képviselettel rendelkező párt.

### Gazdaság
A párt a kisebb kormányt támogatja, a laissez-faire elvet, adócsökkentést, kapitalizmus és a fenntartható fejlődés elkötelezettjei.

### Kormány ,közigazgatás és szociális ügyek
A párt a dereguláció, az állam és egyház szétválasztását, a kettős állampolgárság megszerzésének korlátozása, emancipáció, azonos neműek házassága, asszimiláció és az állatjogok védelme mellett foglal állást.

### Oktatáspolitika
Az oktatás terén a párt a rugalmasabb, helyi sajátosságokhoz és a személyre szabottabb megoldásokhoz alkalmazkodó tantervet tartják fontosnak emellett hogy a holland oktatási rendszer képes legyen új módszereket is megvalósítani. A tanfelügyeletek legfőbb feladatának az oktatás minőségének ellenőrzését és felügyeletét tartják. A párt a tankötelezettséget 4 éves kortól akarja bevezetni, mert álláspontjuk szerint számos hollandiai gyereket már 4 éves korától iskola előkészítőbe járatnak. Kiállnak amellett hogy minden gyerek képességeinek megfelelő iskolatípusba (VMBO, HAVO, VWO) kerüljön.

### Külpolitika és Igazságszolgáltatás
A párt elkötelezetten az Európai Uniót támogatja, internacionalista, multilaterista. Igazságszolgáltatás tekintetében a párt az életfogytiglani szabadságvesztés mellett, a squattolás büntetése és a könnyű és kemény drogok közti különbségtétel mellett foglal állást.

### Egészségügy
A párt a szolidartiáson alapuló egyetemes egészségügyi ellátás, őssejt kutatás, az abortuszt, mint a nők önrendelkezési joga mellett foglalnak állást, emellett támogatják az eutanáziát is.

### Állampolgárság
A párt álláspontja szerint korlátozni kell a kettős állampolgárság lehetőségeit valamint a szociális biztonsághoz és a juttatásokhoz csak a holland állampolgárok lennének teljes körűen jogosultak. Fontosnak tartják, hogy a bevándorlóknak előbb integrálódni kell és csak utána kaphatnak állampolgárságot.

## Választói
A párt választói a szekuláris közép és felső osztályból tevődik össze emellett a vállalkozói réteg is hagyományosan a párt választói.

## Választási eredmények

### Képviselőház
| Év   | Szavazatok | %     | Mandátumok | Státusz         |
| ---- | ---------- | ----- | ---------- | --------------- |
| 1948 | 391 908    | 7.9   | 8 / 100    | Kormánykoalíció |
| 1952 | 470 820    | 8.8   | 9 / 100    | Ellenzék        |
| 1956 | 502 325    | 8.7   | 13 / 150   | Ellenzék        |
| 1959 | 732 658    | 12.2  | 19 / 150   | Kormánykoalíció |
| 1963 | 643 839    | 10.2  | 16 / 150   | Kormánykoalíció |
| 1967 | 738 202    | 10.7  | 17 / 150   | Kormánykoalíció |
| 1971 | 653 092    | 10.3  | 16 / 150   | Kormánykoalíció |
| 1972 | 1 068 375  | 14.4  | 22 / 150   | Ellenzék        |
| 1977 | 1 492 689  | 17.0  | 28 / 150   | Kormánykoalíció |
| 1981 | 1 504 293  | 17.3  | 26 / 150   | Ellenzék        |
| 1982 | 1 897 986  | 23.1  | 36 / 150   | Kormánykoalíció |
| 1986 | 1 595 377  | 17.4  | 27 / 150   | Kormánykoalíció |
| 1989 | 1 295 402  | 14.6  | 22 / 150   | Ellenzék        |
| 1994 | 1 792 401  | 20.0  | 31 / 150   | Kormánykoalíció |
| 1998 | 2 124 971  | 24.7  | 38 / 150   | Kormánykoalíció |
| 2002 | 1 466 722  | 15.4  | 24 / 150   | Kormánykoalíció |
| 2003 | 1 728 707  | 17.9  | 28 / 150   | Kormánykoalíció |
| 2006 | 1 443 312  | 14.7  | 22 / 150   | Ellenzék        |
| 2010 | 1 929 575  | 20.5  | 31 / 150   | Kormánykoalíció |
| 2012 | 2 504 948  | 26.6  | 41 / 150   | Kormánykoalíció |
| 2017 | 2 238 351  | 21.3  | 33 / 150   | Kormánykoalíció |
| 2021 | 2,276,514  | 21.8  | 34 / 150   | Kormánykoalíció |
| 2023 | 1,589,519  | 15.24 | 24 / 150   | Kormánykoalíció |

### Európai Parlament
| Választási év | összes szavazat száma | összes szavazat %-a | elnyert/elnyerhető mandátum | +/– |
| ------------- | --------------------- | ------------------- | --------------------------- | --- |
| 1979          | 914,787               | 16.14 (#3)          | 4 / 25                      |     |
| 1984          | 1,002,685             | 18.93 (#3)          | 5 / 25                      | 1   |
| 1989          | 714.745               | 13,63 (#3)          | 3 / 25                      | 2   |
| 1994          | 740.443               | 17,91 (#3)          | 6 / 31                      | 3   |
| 1999          | 698,050               | 19.69 (#3)          | 6 / 31                      | 0   |
| 2004          | 629.198               | 13,20 (#3)          | 4 / 27                      | 2   |
| 2009          | 518.643               | 11,39 (#4)          | 3 / 25                      | 1   |
| 2014          | 571.176               | 12,02 (#4)          | 3 / 26                      | 0   |
| 2019          | 805,100               | 14.64 (#2)          | 4 / 26                      | 1   |
| 2024          | 707,141               | 11.35               | 4 / 31                      | 0   |

## Fordítás
Ez a szócikk részben vagy egészben  a   Volkspartij voor Vrijheid en Democratie című holland Wikipédia-szócikk ezen változatának fordításán alapul.  Az eredeti cikk szerkesztőit annak laptörténete sorolja fel. Ez a jelzés csupán a megfogalmazás eredetét és a szerzői jogokat jelzi, nem szolgál a cikkben szereplő információk forrásmegjelöléseként.